# Pupi Legarreta
Félix “Pupi” Legarreta (Cienfuegos, 23 de febrero de 1940 - Filadelfia, Pensilvania, 2 de julio de 2023), fue un violinista, flautista, cantante, compositor, arreglista y director de orquesta cubano, que perteneció a la Fania All-Stars, además de haber trabajado en casi todas las orquestas de influencia latina de Nueva York. Es junto a Alfredo de La Fe, uno de los artistas principales de la Fania que interpreta el violín.

## Biografía

### Inicios
Félix nació en 1940, en Cienfuegos, Cuba. 
Su apodo "Pupi", en palabras del propio Legarreta, le fue dado por su padre, siendo muy pequeño aún. Sin embargo, en inglés se le llama Puppy a los cachorros de perro, por lo que su apodo siempre fue curioso en los Estados Unidos.
Antes de iniciar en la música, Félix fue carpintero ebanista, oficio que desempeñaba desde niño. Luego aprendió a ser barbero y se desempeñó como tal hasta que un amigo suyo lo ayudó a ingresar en una escuela de música.

### Carrera
"Pupi" inició a tocar el violín a los 12 años, en la Orquesta Sensación. También tocaba en bares y clubes de la isla. Sin embargo, en 1959, con la llegada al poder de Fidel Castro, Legarreta se mudó a los Estados Unidos.
En Chicago se unió a la Orquesta Nuevo Ritmo de Armando Sánchez y en Nueva York tocaba en la escena latina nocturna. Fue allí, en los años 60 donde conocería a sus posteriores compañeros de la Fania All Stars. Se unió a la orquesta en 1964.

### Fallecimiento
En horas de la tarde del 3 de julio de 2023, la familia de 'Pupi' Legarreta emitió un comunicado indicando que el maestro había fallecido el día anterior en Filadelfia, Estados Unidos.